# Cristian Adami
Cristian Adami (Milano, 20 dicembre 1976) è un ex calciatore italiano, di ruolo difensore.

## Carriera
Debutta in Serie C1 a 18 anni con la Pro Sesto (giocando due annate in Serie C1 e una in Serie C2).
Nel 1997 compie il salto in Serie B passando al Treviso dove gioca con continuità per due stagioni.
Nel 1999 passa al Vicenza giocando 2 partite in Serie B e dando così il suo piccolo contributo alla vittoria del campionato cadetto, la stagione seguente in Serie A pur facendo parte della rosa biancorossa non viene mai impiegato in campionato; l'anno successivo invece, con i lanieri tornati in cadetteria gioca 22 partite in Serie B.
In seguito continua a giocare in Serie B nel Venezia per poi passare in prestito al Torino nella stagione 2003-2004 in cui esordisce l'11 settembre nella partita persa 2-1 dai granata contro il Bari.
Con la maglia granata totalizzerà 22 presenze.
Successivamente passa una stagione di nuovo a Vicenza e infine una a Catanzaro.
Nel 2006 scende in Serie C2 indossando le maglie di Portogruaro e quindi Rovigo. In Polesine si trattiene solo un anno prima di fare ritorno al neopromosso Portogruaro dove chiuderà la carriera.

## Palmarès
- Campionato italiano di Serie B: 1

Vicenza: 1999-2000